# Blanca Castilla de Cortázar Larrea
Blanca Castilla de Cortázar Larrea, née le 25 juillet 1951 à Vitoria-Gasteiz (Álava) en Espagne et morte le 11 mars 2025, est une anthropologue, philosophe et théologienne espagnole.

## Biographie
Elle étudie la philosophie en 1973 et obtient un doctorat en théologie à l’Université de Navarre en 1981. Elle suit également un doctorat en philosophie en 1994 et un master en anthropologie à l’Université complutense de Madrid. Elle est nommée Honorary Research Fellow à l’Université de Glasgow, en Écosse.
Elle est directrice de 1977 à 1983 du Colegio Mayor Goroabe à l’Université de Navarre, et, entre 1983 et 1995, au Colegio Mayor Alcor de l’Université Complutense.
Elle est membre de l'Académie royale des docteurs d’Espagne (es) depuis 1997, et en devient secrétaire générale entre 2001 et 2005. Elle est ensuite enseignante d’anthropologie au Centre Universitaire Villanueva rattaché à l'Université Complutense, dans l’Institut Juan Pablo II et à l’Université de La Rioja.

## Recherches
Elle a effectué sa thèse sur la notion de personne chez Xavier Zubiri. Sa thèse a été dirigée par Alphonse Lopez Quintas à l'Université Complutense à Madrid et soutenue en 1995. Elle a étudié des auteurs comme Gabriel Marcel, Thomas d'Aquin, Xavier Zubiri ou Leonard Polo et elle s'est spécialisée en anthropologie du genre. Elle est l'auteure de plus de 50 articles dans des revues spécialisées et des livres en collaboration ainsi que dans la presse.

## Publications
- (es) Antropología de la Creación. Septiembre 2015. Madrid. Euphonía
- (es) Las coordenadas de la estructuración del 'yo' en Gabriel Marcel, Universidad de Navarra, Pamplona 1994, 2e ed. 1999.
- (es) Noción de Persona en Xavier Zubiri, ed. Rialp, Madrid 1996.
- (es) Persona y género. Ser varón, ser mujer, ed. Universitarias Internacionales, Barcelona 1997.
- (es) La antropología de Feuerbach y sus claves, Eiunsa, Barcelona 1999.
- (es) La complementariedad varón-mujer. Nuevas hipótesis, Rialp 3e ed., Madrid 2004.
- (es) Persona femenina, persona masculina, 2e ed. Rialp, Madrid 2004.
- (es) ¿Fue creado el varón antes que la mujer? Reflexiones en torno a la Antropología de la Creación, Rialp, Madrid 2005.